# Sennenski Rajon
Sennenski Rajon (vitryska: Сенненскі Раён, ryska: Сеннецкий район) är ett distrikt i Belarus.   Det ligger i voblasten Vitsebsks voblast, i den nordöstra delen av landet, 180 km nordost om huvudstaden Minsk.